# Oblique
Oblique – album studyjny amerykańskiego wibrafonisty jazzowego Bobby’ego Hutchersona, nagrany w 1967, lecz wydany po raz pierwszy w 1979 roku z numerem katalogowym GXF-3061 przez Blue Note Records.

## Powstanie
Na albumie zamieszczono sześć kompozycji, których autorami byli: Hutcherson (A1, A2, B1), Herbie Hancock (A3) i Joe Chambers (B2, B3).  
Materiał na płytę został zarejestrowany 21 lipca 1967 roku przez Rudy’ego Van Geldera w należącym do niego studiu (Van Gelder Studio) w Englewood Cliffs w stanie New Jersey. Produkcją albumu zajął się Alfred Lion.

## Lista utworów
Opracowano na podstawie materiału źródłowego.
Wydanie LP
Strona A
| Nr | Tytuł utworu         | Muzyka           | Długość |
| -- | -------------------- | ---------------- | ------- |
| 1. | „'Til Then”          | Bobby Hutcherson | 4:44    |
| 2. | „My Joy”             | Hutcherson       | 7:11    |
| 3. | „Theme from Blow Up” | Herbie Hancock   | 8:13    |
|    |                      |                  | 20:08   |

Strona B
| Nr | Tytuł utworu     | Muzyka       | Długość |
| -- | ---------------- | ------------ | ------- |
| 1. | „Subtle Neptune” | Hutcherson   | 8:33    |
| 2. | „Oblique”        | Joe Chambers | 7:18    |
| 3. | „Bi-Sectional”   | Chambers     | 5:04    |
|    |                  |              | 20:55   |

## Twórcy
Opracowano na podstawie materiału źródłowego.
Muzycy:
- Bobby Hutcherson – wibrafon
- Herbie Hancock – fortepian
- Albert Stinson – kontrabas
- Joe Chambers – perkusja

Produkcja:
- Alfred Lion – produkcja muzyczna
- Rudy Van Gelder – inżynieria dźwięku
- Michael Cuscuna – liner notes